# Kvasice
Kvasice (en allemand : Kwassitz, auparavant Quassitz) est une commune du district de Kroměříž, dans la région de Zlín, en République tchèque. Sa population s'élevait à 2 189 habitants en 2025.

## Géographie
Kvasice se trouve à 8 km au sud-est de Kroměříž, à 15 km à l'ouest de Zlín et à 238 km au sud-est de Prague.
La commune est limitée par Střížovice au nord, par Tlumačov à l'est, par Otrokovice au sud-est, par Bělov et Nová Dědina au sud, et par Karolín à l'ouest.

## Histoire
La première mention écrite du village date de 1131.

## Transports
Par la route, Kvasice se trouve à 10 km de Kroměříž, à 21 km de Zlín, à 70 km de Brno et à 276 km de Prague.

## Personnalités
- Ernest Kallina (1852-1882), né à Kvasice, officier de l'État indépendant du Congo, il donna son nom à la commune de Kalina à Kinshasa (où il décéda), actuellement Gombe.
- Friedrich von Thun (1942-), autrichien natif de Kvasice, acteur.